# Motsunabe

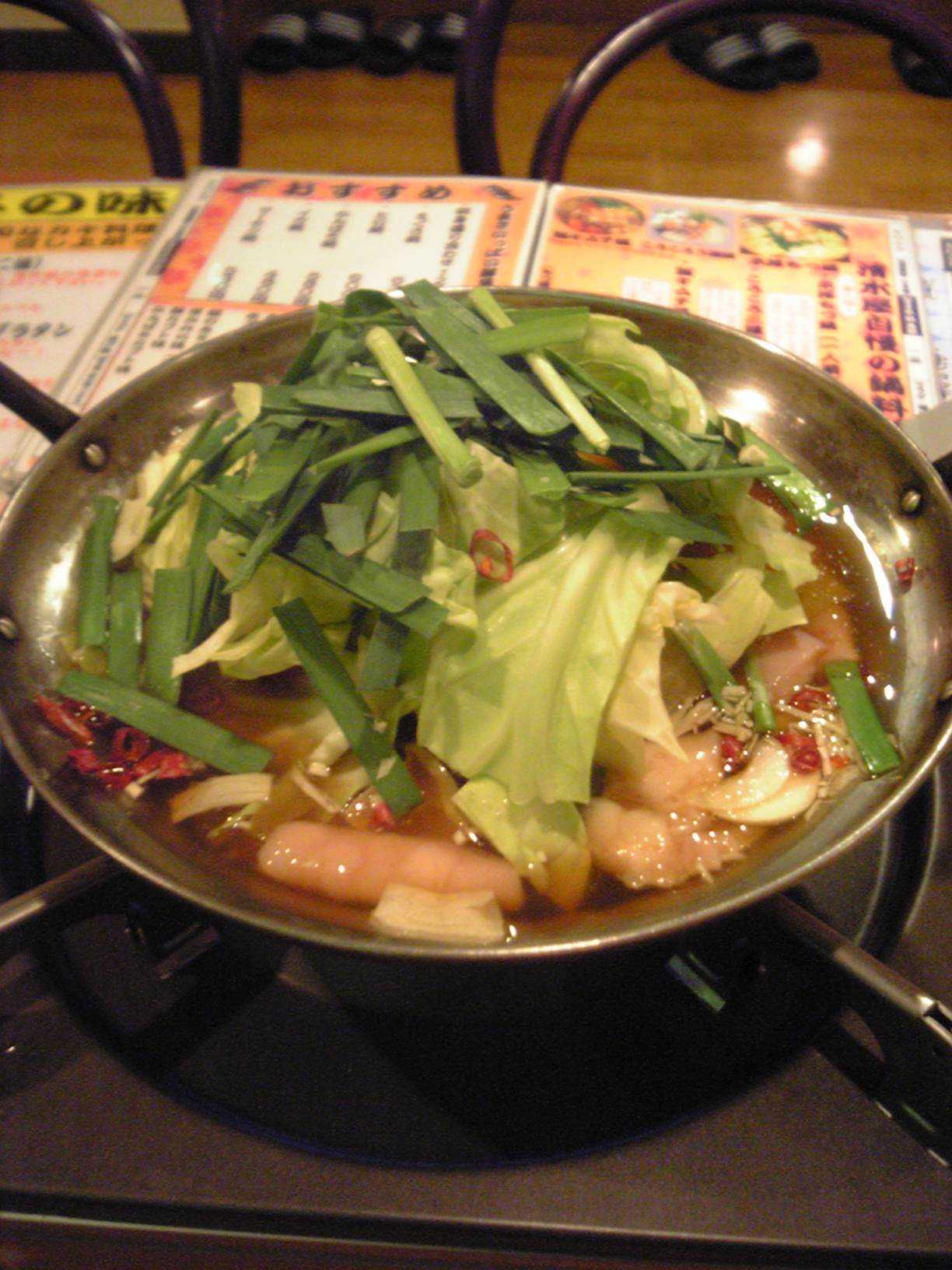
Motsunabe.

El motsunabe (もつ鍋?) es un tipo de nabemono (guiso japonés) hecho de asadura de ternera o cerdo. Para prepararlo se llena una cazuela (nabe) de sopa, se pone asadura de ternera o cerdo preparada y se cuece durante un tiempo, añadiéndose repollo y cebollino. La sopa base suele ser salsa de soja con ajo y pimiento chile, o miso. A menudo se añaden fideos champon y se cuecen para completar el plato. La asadura usada en el motsunabe es principalmente tripa de terner, pero pueden usarse otros tipos.
Originalmente, el motsunabe era un plato típico de Fukuoka, pero algunos restaurantes la introdujeron en Tokio en los años 1990, popularizándose luego masivamente en todo el país. Tras la aparición de la encefalopatía espongiforme bovina en Japón, la moda pasó y los restaurantes de motsunabe no han sido muy populares en Kantō y Tokio. En la región de Kansai el horumonyaki, que es parecido al motsunabe, es muy popular. En Fukuoka el motsunabe sigue siendo popular, y no es muy caro. Suele tomarse con cerveza.
- Datos: Q3775525
- Multimedia: Motsunabe / Q3775525